# 六分仪

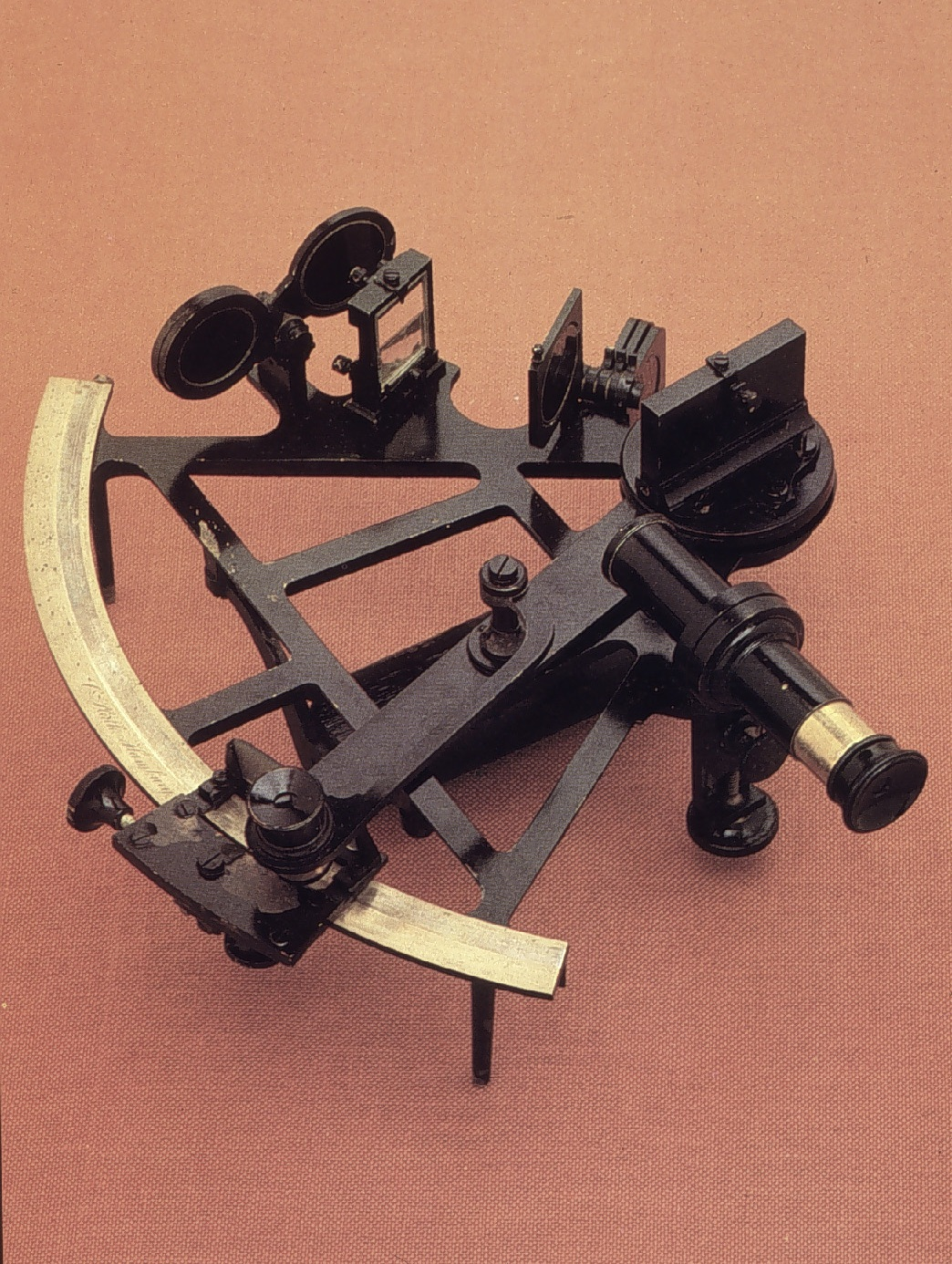
六分儀

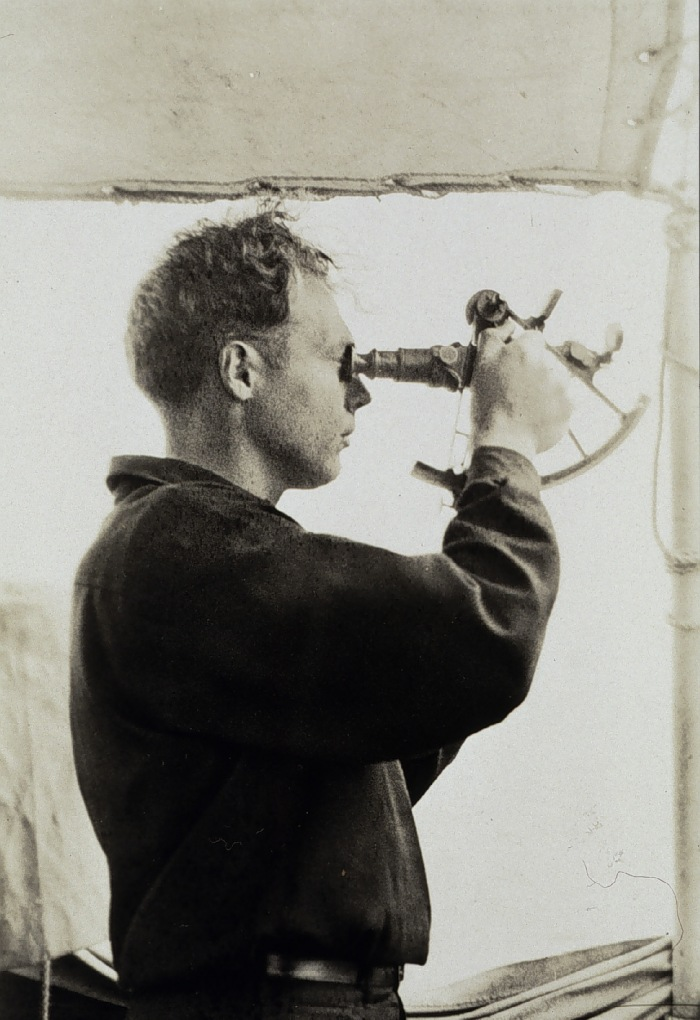
使用六分儀

用六分仪测量太阳高度的动画

六分仪图解

六分仪（sextant），在测绘和船舶通信导航中，是由分度弧、指标臂、指標鏡、水平镜、望远镜和测微鼓组成，弧长约为圆周的六分之一，用以观察天体高度和目标的水平角与垂直角的反射镜类型的手持测角仪器。广泛用于航海和航空中，用来确定观测者的自身位置。

## 历史
六分仪的原理由伊萨克·牛顿提出，1732年，英国海军开始将原始仪器安装在船艇上。其光學原理主要以「在同一個平面上，經過兩次反射之光線，其最初方向和最終方向之夾角為兩反射面夾角的兩倍。」。因此，初期六分儀的最大测量角度是90度(經過兩次反射之夾角為兩反射面的兩倍)，故六分儀的儀弧設計為45度，約為1/8圓，称为八分仪。1757年，约翰·坎贝尔船长将八分仪的测量夹角提高到120度，也就是六分儀的儀弧設計為60度，約為1/6圓，正式更名為六分儀，現今所使用的六分儀可測量之夾角已提高到120度以上，但還是稱為六分儀。

## 外部連接
- Her Majesty's Nautical Almanac Office
- The History of HM Nautical Almanac Office（页面存档备份，存于）
- Chapter 17 from the online edition of Nathaniel Bowditch's American Practical Navigator （页面存档备份，存于）
- CD-Sextant - Build your own sextant（页面存档备份，存于） Simple do-it-yourself project.
- Lunars web site. online calculation
- Complete celnav theory book, including Lunars（页面存档备份，存于）